# Philippe Berthet

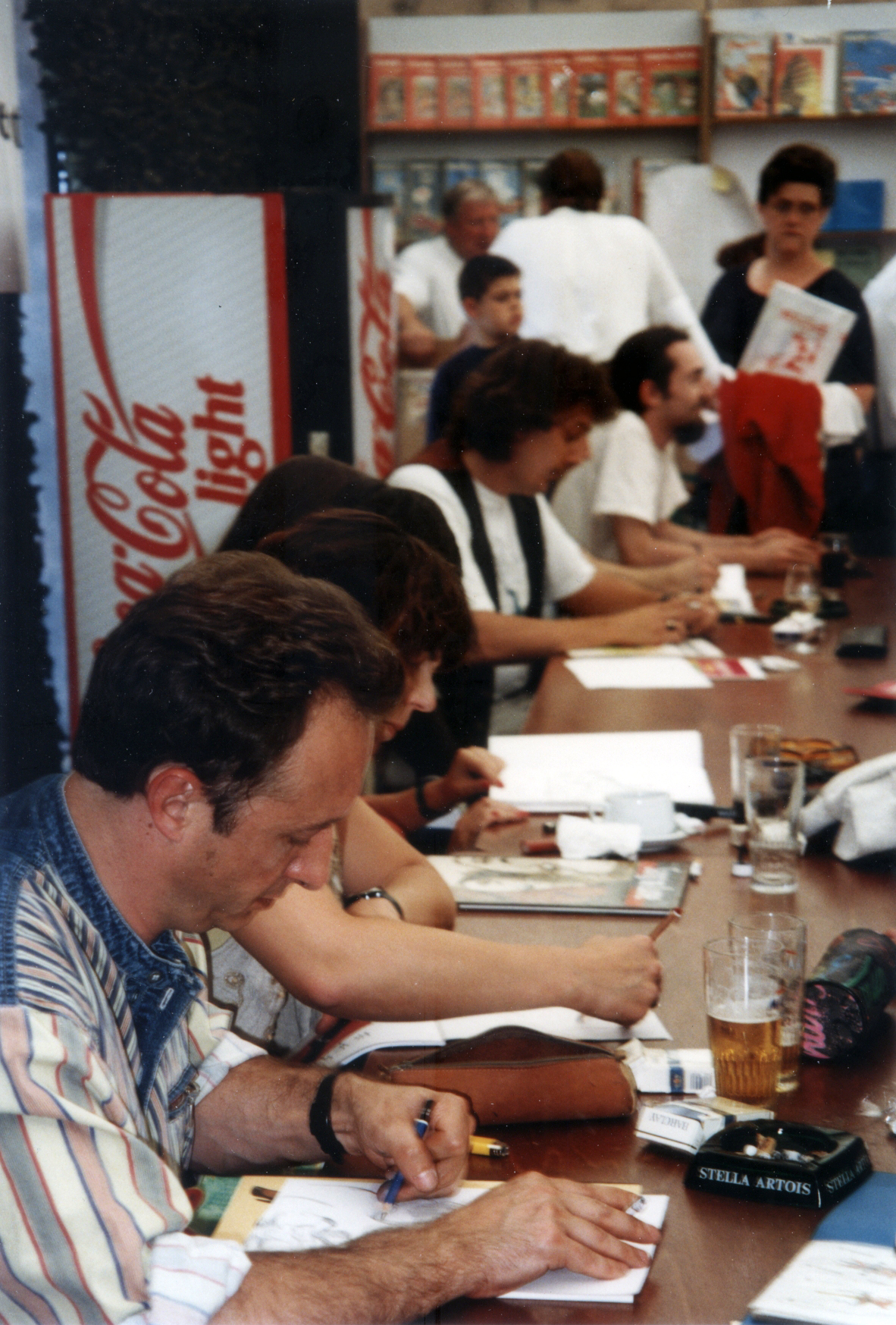
Philippe Berthet (1996)

Philippe Berthet (* 22. September 1956 in Thorigny-sur-Marne) ist ein französischer Comiczeichner.
Nach seinem Studium am Institut Saint-Luc in Brüssel zeichnete er erste Comics für die Fanzines Aïe und Spatial. 1980 erschien seine erste albenlange Geschichte, Couleur Café, im Comicmagazin Spirou. Kurz darauf schuf er mit dem Texter Antonio Cossu die Science-Fiction-Serie Le Marchand d’idées (dt.: Der Ideenhändler). 1983 folgte der Krimi-Dreiteiler Le Privé d’Hollywood (dt.: Der Detektiv von Hollywood) und weitere Einzelalben, die in Deutschland als „Berthet“-Reihe veröffentlicht wurden. Ab Mitte der 1990er Jahre folgte die Erotik/Abenteuer-Serie Pin-up zusammen mit dem Szenaristen Yann.

## Alben
- Der Ideenhändler (4 Alben, Carlsen, 1985–1989)
- Berthet (7 Alben, B&L/Ehapa, 1987–1991)
- Zufällige Nähe (Carlsen, 1995)
  - Neuauflage als Die Straße nach Selma (Schreiber & Leser, 2011)
- Pin-up (9 Alben, Salleck, 1997–2007)
- Kojoten der Prärie (Salleck, 1999)
- Poison Ivy (Schreiber & Leser, 2007/2008)
- XIII Mystery 2: Irina (Carlsen 2012)
- Nico Band 1: Atomium Express (Zack Edition, 2012)
- Perico (Schreiber & Leser, 2015)
- Dein Verbrechen (Schreiber & Leser, 2016)
- Motorcity (Schreiber & Leser, 2017)
- Dein Tod – Mein Kunstwerk (Schreiber & Leser, 2019)